# 普瑞斯比鳥屬
普瑞斯比鳥屬（學名Presbyornis），有譯“長生雁屬”，是一屬已滅絕的雁形目。其下有兩個已確定的物種：P. pervetus及P. isoni。P. pervetus外形及大小像鵝，但腳較長；P. isoni只得小量骨頭，體形可能較大，比天鵝還大。也有其他的化石被分類
在此屬中，但仍有存疑。

## 化石
普瑞斯比鳥屬下的P. pervetus的化石包括很多完整的骨骼，都是在美國懷俄明州始新世的綠河組（Green River Formation）發現，顯示牠們聚居在一起，並染上肉毒桿菌中毒。P. isoni是在馬利蘭州古新世晚期的拉奎拉組（Aquia Formation）發現，化石包括肱骨及指骨，最初認為這些骨頭是屬於Headonornis，但因時代不同而獲重新分類。

P. recurvirostris是另一普瑞斯比鳥屬的可能物種，現正受到質疑，有指牠們可能只是P. pervetus的異名。牠們的化石只有一隻翼的部份，是在猶他州瓦薩屈的Colton組始新世岩層發現。在猶他州及蒙古分別也有發現其他未描述的古新世及始新世化石。另外，現時分類為Headonornis的喙突也有可能是屬於此屬的。

## 特徵
普瑞斯比鳥屬是原始的雁形目之一。由於牠們擁有長的頸及腳，最初曾誤認牠們為火烈鳥，但從其頭顱骨及喙的特徵而將之重置在雁形目中。後來有指牠們可能是雁形目及涉禽的過渡形態，但現時認為牠們是已滅絕的雁形目，屬於鴨科的近親。從不同的化石發現中可知，普瑞斯比鳥屬是在淺湖邊聚居的。牠們闊而扁平的喙可以從水中濾食食物。

## 外部連結
- 普瑞斯比鳥屬的重組圖